# Gocce
Gocce è un mini cd dei Modena City Ramblers, prodotto per sostenere la campagna "Acqua per la Pace", un'iniziativa di sensibilizzazione e solidarietà attiva finanziata dalla Coop e gestita da Coordinamento di Iniziative Popolari e di Solidarietà Internazionale, Gruppo Volontariato Civile, Medici senza frontiere, Ucodep e UNICEF. Questa campagna, suddivisa in cinque progetti, ha come obiettivo garantire acqua potabile a 500 000 persone in scuola e villaggi della Palestina, dell'Angola, del Burkina Faso, del Sierra Leone e di altri sette Paesi africani. "Perché l'acqua rimanga un patrimonio comune dell'umanità intera".

## Le canzoni
Questo mini-cd contiene 6 pezzi. Al Fiòmm, presente, nella versione prodotta da Max Casacci, anche nell'album ¡Viva la vida, muera la muerte!, è dedicata al Po, simbolo di prosperità, ma anche forza della natura, che merita di essere rispettata. Madre Terra, uscita in originale nella compilation A come Ambiente , curata dal quotidiano La Stampa, riprende il tema del progresso della nostra società e delle sue conseguenze per l'ambiente. Le altre tre tracce, già note al pubblico dei ramblers, compaiono in questo disco in versioni inedite. Bella Ciao è nella versione live registrata assieme alle Mondine di Novi di Modena effettuata al Teatro Municipale di La Spezia il 28 febbraio 1999.

### Tracce
1. Al fiòmm - 3:03
2. Madre terra - 3:48
3. In un giorno di pioggia (live) - 4:59
4. Bella ciao (live) - 6:45
5. Una perfecta excusa (Soulfinger Rmx) - 3:14